# Фейд-Раута Харконнен
Фейд-Раута Харконнен (англ. Feyd-Rautha Harkonnen) — персонаж роману «Дюна» Френка Герберта.
Фейд-Раута — син Абулурда Харконнена і його дружини Емми, виріс на Ґієді Прайм. Отримав титул на-барон Дому Харконненів. Префікс «на-» означає «номінований» або «наступний у черзі». Таким чином, мова йде про офіційного наступника барона.
Як молодший племінник Владіміра Харконнена, Фейд-Раута був другим в черзі спадкоємців після свого жорстокого і непопулярного брата Раббана. Барон Харконнен зробив Раббана намісником на Дюні для того, щоб жителі, незадоволені його правлінням, вітали подальшу заміну на більш спокійного Фейд-Рауту. Однак цей план провалився через повернення Пола Атрейдеса. Після повстання Пола Атрейдеса і загибелі старого барона і Раббана Фейд-Раута протягом декількох годин формально був носієм баронського титулу. Був убитий Полом на дуелі.

## Історія

### Передмова до Дюни
У трилогії книг Передмова до Дюни від Браяна Герберта та Кевіна Дж. Андерсона, повідомляється, що Фейд був народжений на планеті Харконненів Ланківейл, як другий син молодного напів-брата Владіміра Абулурд Харконнен та його дружини Еммі. Бене Ґессерит, плануючи сина від Абулурда для їхньої програми кровного змішування виявили Ґлоссу як непридатного, тому таємно вводячи препарати для родючості старіючій Еммі, завдяки їй вивели Фейда.
Названий на честь свого діда по матері, Раута Раббана, вбитого своїм старшим братом Ґлоссу, Фейд стає надією почесного Абулурда, як син, якому не доведеться успадковувати ганьбу імені Харконнен, і гідним спадкоємцем у порівнянні зі старшим сином-вбивцею Ґлоссу. Барон вирішує забрати у Абдулурда немовля Фейда, щоб виростити його на рідній планеті Харконненів — Ґієді Прайм, як чергового можливого спадкоємця для себе, і як покарання за спроби Абулурда розірвати всі його зв'язки з домом Харконненів. З часом барон починає віддавати перевагу Фейду, а не Ґлоссу.

## Екранізації
- Режисер Алехандро Ходоровський хотів, щоб Мік Джаґґер зіграв Фейда у запланованій на 1970-ті роки екранізації, яка так і не була знята.[2][3]
- Вперше у кінематографі роль Фейди зіграв Стінґ у стрічці Девіда Лінча Дюна 1984 року.[4][5] Бріджит Браун з BBC America[en] назвала Стінга "викрадачем сцен" у фільмі.[6]
- У 2000 році Метт Кізлар[en] зіграв персонажа у мінісеріалі Дюна Френка Герберта.[5][7] Еммет Ашер-Перрін з Tor.com назвала його образ "найдивнішим кастинговим вибором, який ви коли-небудь бачили", але додавши "також важко не полюбити його дивність".[8]
- Фейд не з'являється у фільмі Дюна 2021 року, який адаптує першу половину книги,[3][9][10] режисер Дені Вільнев заявив, що показ персонажу запланований у потенційному продовженні.[11] У березні 2022 року, Остін Батлер розпочав перемовини що до ролі Фейда,[12] через два місяці, у травні, його було затверджено на роль.[13][14] Батлер отримав високі оцінки від поцінувачів, Брукс Вернон зі Screen Rant зазначила: "Виступ був напрочуд психотичним, у ньому відчувається високий рівень фізичності та харизми, що допомагає Остіну Батлеру добре виступати проти Тімоті Шаламе [у ролі Пола Атріда]."[15]

## Продукція
- Серія фігурок Дюна від іграшкової компанії LJN[en] була випущена у 1984 році, її продажі не досягли висот.[16]
- До випуску фільму Девіда Лінча була випущена стилізована колекція, яка містила Фейда, разом з різними персонажами фільму.[17][18]
- У жовтні 2019 року Funko анонсувала серію вінілових фігурок POP! "Dune Classic", однією з яких був Фейд у синьому комбінезоні, стилізований під фільм Лінча 1984 року.[19][20] Додатково була випущена альтернативна версія Фейда у синій пов'язці на стегнах, спеціально для New York Comic Con[en] 2019 року.[21]
- У грудні 2023 року образ Фейда, створений за мотивами фільму Дюна: Частина друга, з'явився у відеогріCall of Duty: Modern Warfare III та Call of Duty: Warzone 2.0, разом з Полом Атрідом.[22]